# Can't Be Tamed
Can't Be Tamed je treći studijski album američke pjevačice i kantautorice Miley Cyrus i drugi studijski album koji nije povezan s njezinim likom u seriji Hannah Montana. Album je objavljen 18. lipnja 2010. u Njemačkoj, a 21. lipnja u SAD-u. Cyrus je pisala i snimala pjesme dok je bila na turneji Wonder World Tour 2009. godine. 
Najavni singl albuma, "Can't Be Tamed" je objavljen 18. svibnja 2010. te je dosegao osmo mjesto na Billboard Hot 100 listi i peto mjesto u Novom Zelandu.

## Pozadina i suradnje
Cyrus je najavila kako će se na novom albumu upustiti u druge glazbene žanrove, ali da će to biti njezin posljednji pop album. Izjavila je kako će njezina glazba u budućnosti biti više rock, a ne pop. Cyrus je za ovaj album snimila više dance-pop pjesama te balada.

## Uspjeh albuma
Album se prodao u 102.000 primjeraka u prvom tjednu prodaje, te zauzeo treće mjesto na Billboard 200 listi prodaje albuma, iza Drakeovog "Thank Me Later" i Eminemovog "Recovery". Sljedeći tjedan album se prodao u tek 33.000 kopija te pao na deveto mjesto.

## Singlovi
- "Can't Be Tamed" je objavljen kao prvi singl 18. svibnja 2010. godine.[5] Pjesma je debitirala na osmom mjestu u Americi te na šestom mjestu u Kanadi.[6] Snimljen je i spot za pjesmu, koji je službeno pušten 4. svibnja na E! News.[7]

- "Who Owns My Heart" je izabran za drugi singl. 22. listopada 2010. objavljen je kao drugi i posljednji singl s albuma. Izdan je sam u nekoliko europskih zemalja.

## Popis pjesama
1. "Liberty Walk" - 4:06
2. "Who Owns My Heart" - 3:34
3. "Can't Be Tamed" - 2:48
4. "Every Rose Has Its Thorn" - 3:48
5. "Two More Lonely People" - 3:09
6. "Forgiveness and Love" - 3:28
7. "Permanent December" - 3:37
8. "Stay"- 4:21
9. "Scars" - 3:42
10. "Take Me Along" - 4:09
11. "Robot" - 3:43
12. "My Heart Beats For Love" - 3:43
13. "Can't Be Tamed (RockAngeles Remix feat. Lil Jon)" (iTunes Bonus Track) - 4:01